# Peter Illing
Peter Illing (4 de março de 1899 — 29 de outubro de 1966) foi um ator britânico de cinema e televisão. Nasceu em Viena, na Áustria.